# Château-Chinon (Campagne)
Château-Chinon(Campagne) – miejscowość i gmina we Francji, w regionie Burgundia-Franche-Comté, w departamencie Nièvre.
Według danych na rok 1990 gminę zamieszkiwało 710 osób, a gęstość zaludnienia wynosiła 25 osób/km² (wśród 2044 gmin Burgundii Château-Chinon(Campagne) plasuje się na 336. miejscu pod względem liczby ludności, natomiast pod względem powierzchni na miejscu 208.).